# Cachoeiras de Macacu
Cachoeiras de Macacu là một đô thị thuộc bang Rio de Janeiro, Brasil. Đô thị này có diện tích 955,806 km², dân số năm 2007 là 53037 người, mật độ 55,5 người/km².